# چاه‌نبی
چاه نبی یا عباس‌آباد روستایی در دهستان بندان بخش مرکزی شهرستان نهبندان استان خراسان جنوبی ایران است. بر پایه سرشماری عمومی نفوس و مسکن در سال ۱۳۹۰ جمعیت این روستا ۴۸ نفر (در ۱۱ خانوار) بوده‌است.